# Scuola secondaria superiore di San Marino
La Scuola secondaria superiore di San Marino è l'unica scuola secondaria superiore della Repubblica di San Marino.
Grazie all'accordo tra Italia e San Marino firmato il 28 aprile 1983 tutti i titoli di studio conseguiti nella scuola secondaria superiore di San Marino  sono riconosciuti in Italia.

## Studenti iscritti
Studenti iscritti